# 余日宣

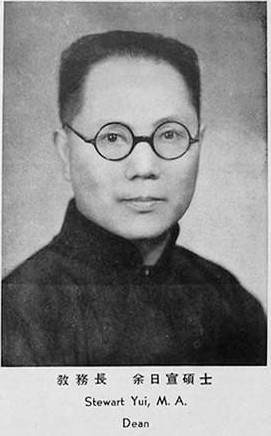

余日宣（Stewart Yui，1890年—1958年），湖北蒲圻（今赤壁市）人。中国政治学家。

## 生平

### 早年生涯
余日宣的祖父为农民，父亲余文卿是圣公会牧师。余日宣没有念过小学，在家由父亲教授中文，1907年毕业于武昌文华中学，后入文华大学，获得文学士学位。1912年夏，余日宣考入清华学校，1913年毕业。1913年秋，他留学美国，先入威斯康辛大学学习，后转入普林斯顿大学政治系，1917年获政治学硕士学位。1918年秋回国。回国途经伦敦，英国首相大卫·劳合·乔治曾经称赞他英语很流利，谈吐非常从容。
归国后，他任武昌文华大学教授。不久，他转任南开中学教员，教英文及西洋史，后来兼任该校教务长。在南开中学，他是周恩来和吴国祯等人的老师。

### 在清华
1920年，余日宣转任清华学校政治学教授，他和美国教授魁格雷（明尼苏达大学政治学教授）也是清华大学首批政治学教师。1926年秋，清华大学政治学系成立，余日宣担任第一任系主任，当时该系教授有钱端升、郑麐、刘师舜等人。1928年6月，奉军退出北京，校长温应星向外交部请辞，余日宣随即被北京政府外交部派为清华学校代理校长。同月，清华学校由南京国民政府接管，指派梅贻琦做校务代理，余日宣遂不再代理校长。1928年8月，罗家伦任清华大学校长，同时余日宣任教务长。1928年国立清华大学成立后，同为留美归国学者的余日宣、吴之椿、浦薛凤先后主持清华政治学系，使该系教学深受美国影响。在清华时，他曾开设过“公民学” 、“比较法制”、“政治学”、“远东政治”等课程。

### 从南京到上海
1928年至1929年9月，他任南京国民政府军政部中校英文秘书，为冯玉祥翻译演讲集。后来，他在上海银行下设“银行业传习所”搞培训工作。

### 在沪江
1930年，余日宣应沪江大学校长刘湛恩的邀请到沪江大学任教。此后他从1930年到1952年一直在沪江大学任教。其间，他曾在圣约翰大学、上海临时大学兼职授课。1935年，他接替沪江大学政治与历史学系的创始人、美国人韩森，任该系系主任，此后他逐渐使该系以国际关系为专业特色。抗日战争时期，沪江大学宣布停办，部分沪江大学校友在上海另外兴办了沪江书院，院长朱博泉，院务长郑章成（负责处理日常）院务，教务长为林卓然，会计主任为郑世察，院务会由朱博泉、余日宣、郑章成、林卓然、李好善、郑世察、涂羽卿、陈其善组成。该书院还设有附中，李好善任主任，陈其善等人任教师。该书院主要教员均为原沪江大学教员，余日宣任沪江书院社会科学系主任（该系由政治系改称）。
抗日战争胜利后，沪江大学复校。1947年夏，该校文学院院长李好善辞职，余日宣接任，并继续任政治系主任。当时，余日宣、韩森、蔡尚思被学生称作政治系“三剑客”。1948年，沪江大学教务长林卓然退休，余日宣兼任教务长。
中国人民解放军占领上海后，沪江大学校长凌宪扬离开沪江大学。1949年6月，沪江大学常务校董会议任命教务长余日宣、张春江、蔡尚思三人组成行政委员会，暂时行使校长职能，同时会议通过决议规定校务委员会由校长、教务长、文、理、商学院长等14人组成。1949年8月，新的校务委员会产生，该会并未按照校董会规定产生，而是由该校校内群众直接选举产生，成员为18人，常务委员共5人：余日宣、蔡尚思、张春江、郑建国、郑承华（学生），余日宣任主任委员，郑建国任秘书长。校务委员会任期一年。1950年5月，校董会召开了全体会议，在上海的校董参加，余日宣和郑章成、张春江、郑世察等人列席了会议。此次会议通过决议，决定修改校董会章程、重新厘定学校的办学方针。
此时余日宣任沪江大学行政委员会主席、校务委员会主任、常务委员会主席、教务长、文学院长、政治系主任。1950 年12月，上海基督教人士举办了上海基督教抗美援朝爱国行动大会。会上，余日宣、涂羽卿（中华基督教青年会总干事）传达了上海各界抗美援朝保家卫国代表大会的决议以及精神。此次大会通过了《上海基督教抗美援朝爱国行动大会宣言》和向毛主席、中国人民志愿军、朝鲜人民军致敬电。因在沪江大学职务过多，他于1951年1月致信沪江大学校董会，希望只担任政治系主任，辞去其他职务，但未果。1951年1月，他参加了中央人民政府教育部召集的“处理外国津贴的高等学校遗留问题”会议，会上部长马叙伦、副部长钱俊瑞发表讲话，天主教辅仁大学校长陈垣作了关于辅仁大学自改公立后的情况报告。在北京，他应九三学社之邀，参加“反美文化侵略座谈会”并作大会发言。1951年2月，在他的支持配合下，沪江大学改为公立大学，接受政府资助。校务委员会成立了处理日常校务的常务会议，余日宣任主任委员，蔡尚思任副主任委员。同时，章靳以接替余日宣担任沪江大学教务长。
1952年，在思想改造运动中，沪江大学成立思想改造指挥部，余日宣任总指挥，王零（中共复旦大学党委副书记）任副总指挥。余日宣致信周恩来希望组织沪江大学教授赴北京考察学习，后他们成行，受到周恩来和刘王立明（刘湛恩的遗孀）的接待。

### 在复旦
1952年，在高等学校院系调整时，余日宣转入复旦大学外文系。本来他将被调任复旦大学图书馆馆长，但因事先未明确告知余日宣，结果余日宣向上级要求专门从事英文教学，这才被转入了外文系。他还加入了九三学社。后来他在复旦大学退休。
1955年5月，他当选第一届上海市政协委员。1956年9月，九三学社中央发出《关于加强对台湾广播宣传工作的通知》，通知中决定从9月起，该社每月安排三至四人对台湾进行广播，“扩大和平解放台湾政策的思想影响，激发台湾方面人士的爱国热情，为和平谈判创造条件”。余日宣、颜福庆、倪葆春参加了第一批广播。
1958年，余日宣被打成右派。同年，余日宣因病逝世。

## 著作
- 余日宣，基督徒与极权国家，香港青年协会书局，1939年1月

## 家庭
- 长兄：余日章